# Silver Nano
Silver Nano là một hệ thống chăm sóc sức khỏe của Samsung, sử dụng các hạt nano bạc nhằm diệt khuẩn, ứng dụng trong các sản phẩm máy giặt, tủ lạnh, điều hòa không khí, bộ lọc không khí và máy hút bụi của hãng này, được đăng ký tháng 4 năm 2003.

## Lợi ích
Các thiết bị gia dụng của Samsung, như tủ lạnh, điều hòa không khí, được tráng một lớp nano bạc ở mặt trong nhằm tăng cường khả năng diệt khuẩn và diệt nấm mốc. Khi luồng không khí lưu chuyển qua, lớp phủ ion bạc trên bề mặt giúp tiêu diệt các vi khuẩn lơ lửng trong không khí, bằng cách hạn chế sự trao đổi oxy của vi khuẩn với môi trường, gây ảnh hưởng quá trình trao đổi chất và hạn chế sự phát triển của tế bào vi khuẩn.
Samsung công bố công nghệ silver nano có khả năng tiêu diệt trên 650 loại vi khuẩn và "Máy giặt Samsung WM1245A có khả năng giải phóng hơn 400 tỉ phân tử ion bạc, thấm sâu vào mọi loại vải và tạo một lớp diệt khuẩn trên bề mặt vải giúp tăng cường khả năng chống khuẩn lên tối đa 99.99% và duy trì trong vòng 30 ngày sau khi giặt".
Theo phát biểu của Paul Lipscomb, Giám đốc sản xuất, bộ phận thiết bị gia dụng, Samsung Australia: "Hệ thống máy giặt Silver Nano giúp cho chúng ta không còn phải ngâm quần áo với phụ gia hoặc giặt đồ ở nhiệt độ cao để để diệt khuẩn nữa. Thêm vào đó, công nghệ tiết kiệm nước hàng đầu của máy giặt Samsung cửa trước đạt tiêu chuẩn AAAAA, giúp tiết kiệm những khoản chi phí khổng lồ để vận hành hệ thống trong thời gian dài."
Năm 2005, Hội bảo vệ người tiêu dùng Hàn Quốc công bố công nghệ Nano sử dụng trong máy giặt Samsung đã được thổi phồng trong các quảng cáo, kết quả kiểm tra cho thấy các máy giặt lồng ngang tương tự của các hãng LG Electronics, Daewoo Electronics, và Whirlpool cũng có khả năng loại bỏ 99.9% vi khuẩn.
Samsung đã bác bỏ bản báo cáo trên, và cho rằng sản phẩm của họ vẫn là tốt nhất với khả năng diệt khuẩn lên tới 99.999% so với mức 99.9–99.99% của các sản phẩm khác.

## Lo ngại về môi trường
Chi nhánh tại Đức của tổ chức quốc tế những người bạn của Trái đất (FoEI), Bund für Umwelt und Naturschutz Deutschland (BUND, khuyên các khách hàng không mua sản phẩm máy giặt sử dụng công nghệ nano. BUND cáo buộc các sản phẩm này đã thải một lượng đáng kể các phân tử bạc vào hệ thống xử lý nước thải và gây ảnh hưởng nghiêm trọng đến quá trình xử lý vi sinh. Đồng thời, FoEI cũng tuyên bố các phân tử bạc gây tác động tiêu cực đến các vi sinh vật khác.
Đáp lại, hãng Samsung cho rằng mỗi máy giặt của họ chỉ thải ra 0.05 gram bạc mỗi năm và các ion bạc sẽ nhanh chóng bám vào các chất rắn kích thước lớn hơn có trong nước. Nhưng một vấn đề mới lại đặt ra là Samsung cho rằng những phân tử bạc này sẽ bám vào những chất rắn nào trong nước khi mà họ chưa từng thực hiện một cuộc nghiên cứu nào liên quan đến môi trường thủy sinh.

## Sự hài hòa
Trong cuốn Công nghệ Silver Nano và môi trường, Tiến sĩ Samuel Luoma, chuyên gia chất độc môi trường, cho rằng sự sử dụng rộng rãi các phân tử nano bạc sẽ đặt ra một thách thức cho các nhà chức trách trong việc phải hài hòa những lợi ích thiết yếu của con người với những nguy cơ gây hại môi trường. Dự án nghiên cứu ảnh hưởng của công nghệ Nano ước tính rằng có ít nhất 235 sản phẩm sử dụng công nghệ nano đã được xác nhận kể từ ngày 21 tháng 8 năm 2008 publicly available Lưu trữ ngày 15 tháng 9 năm 2010 tại Wayback Machine.